# عبد الله أباد (مقاطعة اشتهارد)
عبد الله أباد (بالإنجليزية: Mazraeh-ye Abdallahabad)‏ هي مستوطنة تقع في قسم بلنغ آباد الريفي (مقاطعة اشتهارد) في إيران.